# Karmratar
Karmratar (armeniska: Կարմրաթառ) är ett berg i Armenien. Det ligger i provinsen Aragatsotn, i den västra delen av landet, 30 kilometer väster om huvudstaden Jerevan. Toppen på Karmratar är 1 287 meter över havet, eller 184 meter över den omgivande terrängen. Bredden vid basen är 3,1 km.
Terrängen runt Karmratar är kuperad österut, men västerut är den platt. Runt Gora Karmratar är det ganska tätbefolkat, med 248 invånare per kvadratkilometer.. Närmaste större samhälle är Etjmiadzin, 15,0 kilometer sydost om Karmratar. 
Trakten runt Karmratar består i huvudsak av gräsmarker.